# Riccione
Riccione is een gemeente in de Italiaanse provincie Rimini (regio Emilia-Romagna).
Riccione heeft een 6 km lang zandstrand en een jachthaven. Sinds de jaren 30 wordt Riccione beschouwd als belangrijkste bestemming voor zomertoerisme aan de Adriatische riviera van Romagna. Samen met Rimini is het een van de bekendste badplaatsen van Noord-Italië
Riccione is ook bekend van de Italiaanse zomerhit (2017) van Thegiornalisti.

## Demografie
Riccione telt ongeveer 15.000 huishoudens. Het aantal inwoners steeg in de periode 1991-2001 met 3,0% volgens cijfers uit de tienjaarlijkse volkstellingen van ISTAT.
| Jaar | Inwoneraantal |
| ---- | ------------- |
| 1991 | 32.909        |
| 2001 | 33.887        |

## Geografie
De gemeente ligt op ongeveer 12 meter boven zeeniveau.
Riccione grenst aan de volgende gemeenten: Coriano, Misano Adriatico, Rimini.

## Verkeer en vervoer
Riccione ligt tussen Rimini en Cattolica en is bereikbaar via de E65 en de A14. Het heeft een station voor de spoorlijn Bologna-Ancona. Openbaar vervoer per bus is er via de trolleybuslijn Rimini-Riccione.

## Galerij

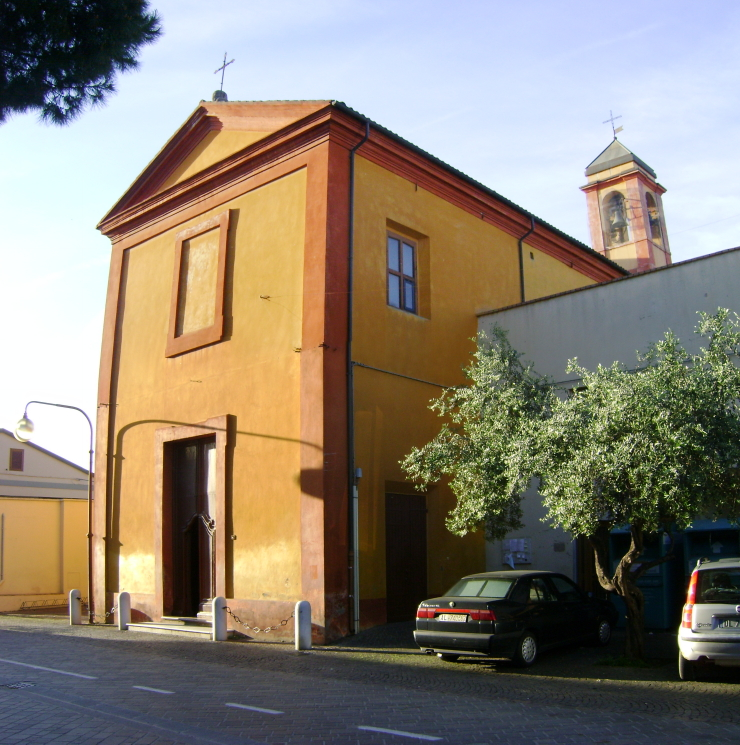
Chiesa di San Martino
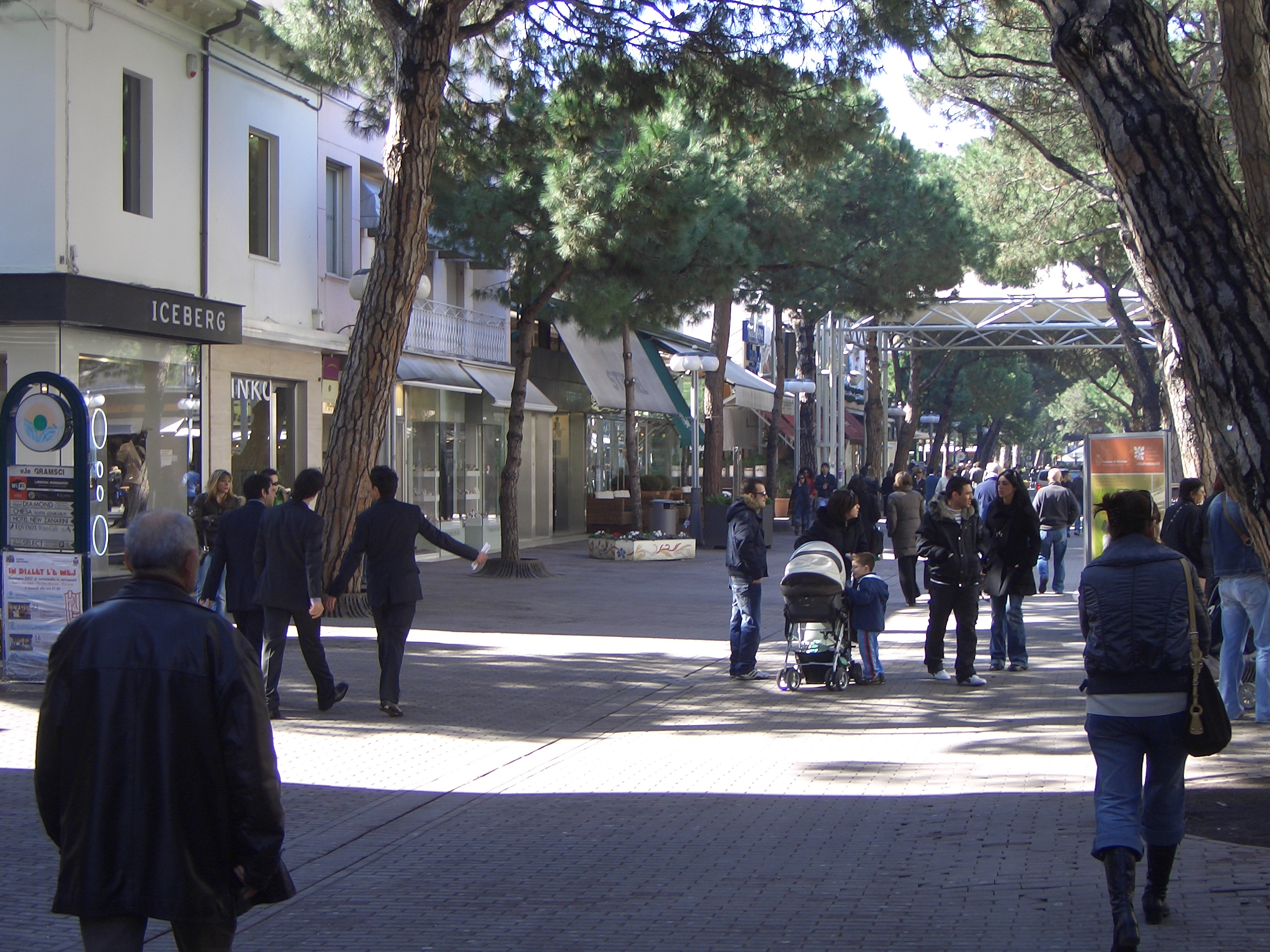
Viale Ceccarini
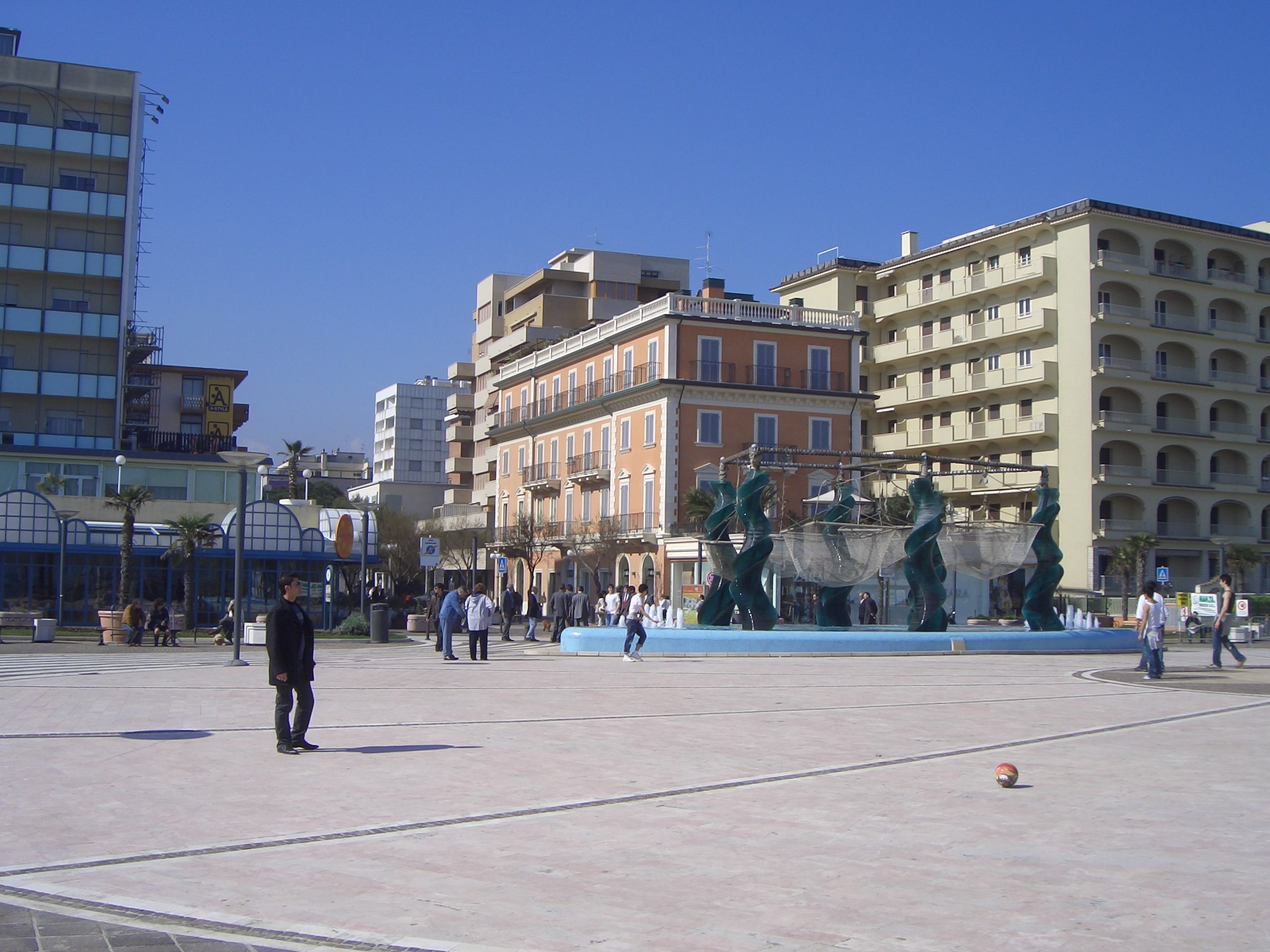
Piazza Roma